# Sotírios Zarianópoulos
Sotírios Zarianópoulos est un homme politique grec membre du Parti communiste grec.
Il devient député européen le 25 mai 2014.